# Мантас, Геркус
Ге́ркус Мантас (лит. Herkus Mantas, лат. Henricus Montemin, на польском и немецком — Herkus Monte; ? — 1273) — вождь прусского племени натангов во время II Прусского восстания в 1260—1274 годах.
В юности был заложником у крестоносцев, получил образование в Магдебурге. После поражения Тевтонского ордена в битве при Дурбе возглавил восстание.
22 января 1261 года одержал победу над крестоносцами в битве при Покарвисе. В 1262 году был ранен при захвате рыцарями ордена Кёнигсберга.
В 1263 года разбил в битве при Любаве войско крестоносцев, возглавляемое ландмейстером ордена Хельмрихом фон Вюрцбургом (Helemrich von Wirzeburch), который погиб в бою.
Считается, что Геркус был казнён крестоносцами в 1273 году, существуют различные версии причин и места этого события.

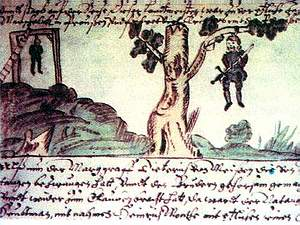
Казнь Геркуса Мантаса

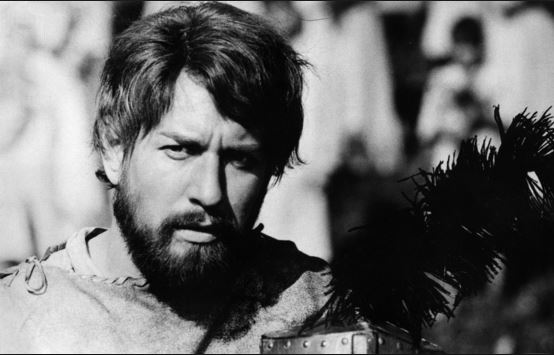
Антанас Шурна в заглавной роли фильма «Геркус Мантас» (1973)

## Память
О Геркусе Мантасе написана драма литовского драматурга Юозаса Грушаса (1957) и снят одноимённый фильм Литовской киностудии (1972 год).
Главная улица Клайпеды носит имя Геркуса Мантаса. На ней в 1983 году установлен памятник ему (скульптор Витаутас Мачюйка) со статуей высотой в 4 м.
Улицы Геркуса Мантаса есть в Вильнюсе (район Шнипишкес) и в деревне Саугос Шилутского района.
Геркус Мантас появляется в качестве главного антагониста кампании Тевтонского ордена в игре Ancestors Legacy от Destructive Creations и представлен в качестве положительного персонажа.